# میرتونی
میر علیا حسینی معروف به میر تونی از شعرای و دانشمندان دوره صفویه و مورد توجه شاه عباس دوم بوده‌است. وی در تون به میر تونی معروف است در کتاب پاژ آمده «کاملترش میر علیا الحسینی بوده و اغلب تونیان می‌دانند که سیدی خوشنام و در روزگار شاه عباس بزرگ نزد او محترم و میرها و میرزاهای تون خود را از اعقاب او می‌دانند. صاحب اصلی آب خالصه‌ای بوده اند که بعد از مدتی  در راه كمك به ايتام و مستمندان وقف كرده بود و شاه عباس با وقف موافقت و دستور ان را صادر نمود». 
از آثار او می‌توان به دیوان او که به گویش تونی سروده است اشاره کرد.

## جستارهای های وابسته
- شهرستان فردوس
- آرامگاه میر تونی